# Fritz-Reuter-Straße 8 (München)

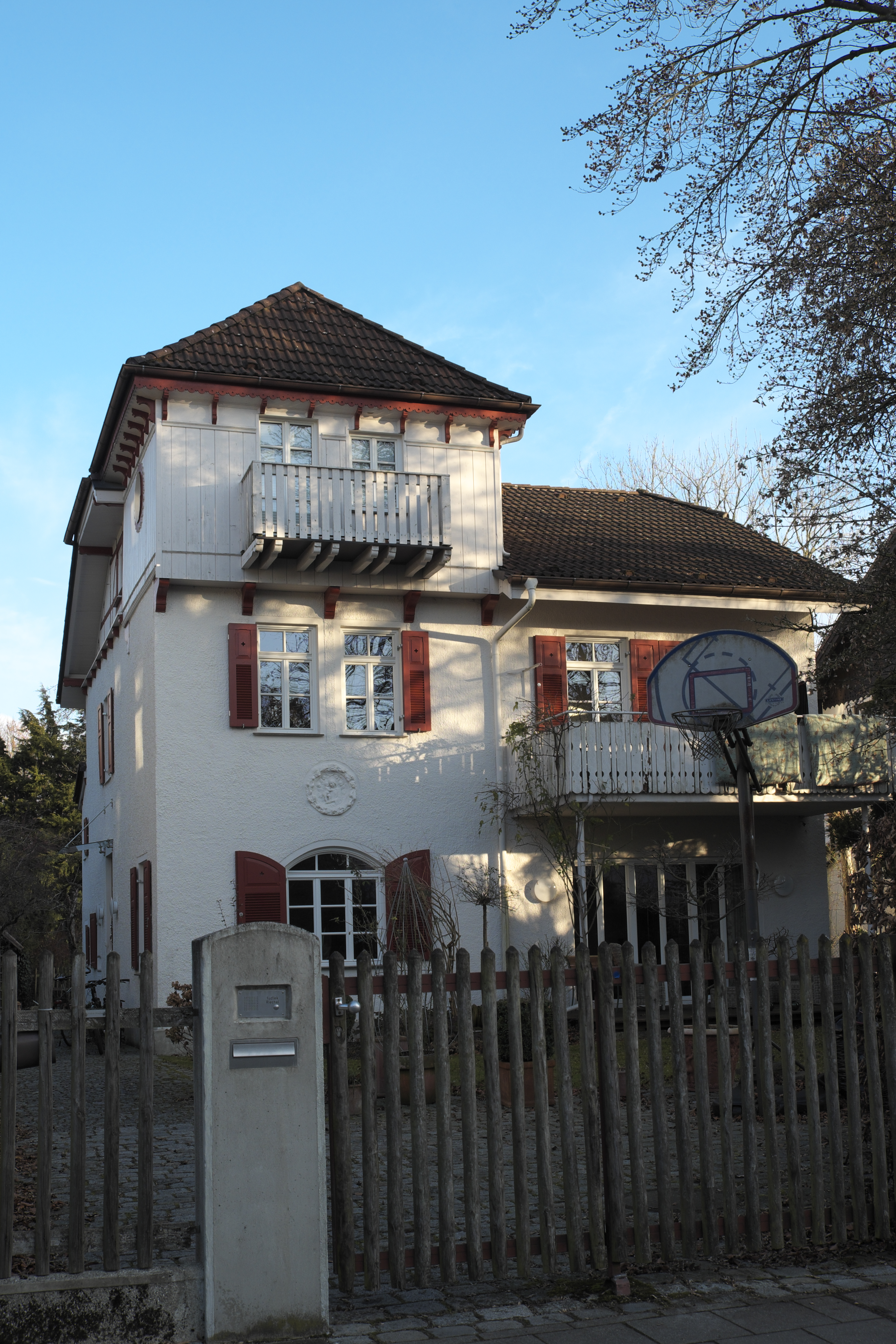
Villa Fritz-Reuter-Straße 8 im Stadtteil Pasing von München

Das Gebäude Fritz-Reuter-Straße 8 im Stadtteil Pasing der bayerischen Landeshauptstadt München wurde 1894 errichtet. Die Villa in der Fritz-Reuter-Straße, die zur Frühbebauung der Villenkolonie Pasing I gehört, ist ein geschütztes Baudenkmal.
Der zweigeschossige Satteldachbau mit holzverschaltem Eckturm, Zeltdach, Holzbalkon und Madonnentondo wurde nach Plänen des Architekturbüros August Exter im Heimatstil errichtet. 
Das Haus wurde durch die Modernisierung in seinem Charakter stark verändert.